# Ivan Doroschuk
Ivan Eugene Doroschuk (Champaign, 9 ottobre 1957) è un musicista canadese di origine statunitense. È il cantante e fondatore dei Men Without Hats.

## Biografia
Ivan Doroschuk nacque a Champaign, Illinois, il più grande di tre fratelli, da genitori canadesi, Eugene e Betty Doroschuk. L'origine etnica della famiglia era ucraina.
Il padre di Doroschuk conseguì il dottorato all'Università dell'Illinois - Urbana-Champaign nel 1962 e accettò una posizione all'Université de Montréal. I Doroschuk tornarono poi in Canada, dove Ivan crebbe nel sobborgo di Montréal Outremont, in Québec. Sua madre divenne membro della facoltà di musica dell'Università McGill di Montréal, insegnando il canto classico. Ivan e i suoi due fratelli, Stefan e Colin, sono tutti musicisti di formazione classica.
Nel 1976, all'età di 18 anni, Doroschuk studiò brevemente legge nel sud della Francia, tornando a Montréal nel 1977. Alla McGill University, la stessa della madre, era uno studente nel programma Film and Communications.

## Carriera musicale
Doroschuk formò il gruppo Men Without Hats nel 1977, ottenendo successo in tutto il mondo con i singoli The Safety Dance nel 1982 e Pop Goes the World nel 1987. I Men Without Hats iniziarono come una band New wave e Synth pop, ma il loro sound cambiò negli anni '80, facendosi influenzare dal rock e passando all'hard rock verso la fine del 1990.
Nel 1997, semplicemente col nome di "Ivan", ha pubblicato un album solista, The Spell. Ha tentato di riformare i Men Without Hats nel 2003 assieme al fratello Stefan, rilasciando quello che avrebbe dovuto essere l'album di ritorno della band No Hats Beyond This Point, ma il gruppo non si ricompose del tutto e non si esibì mai.
La reunion definitiva del gruppo è avvenuta nel 2010, con Doroschuk che ha arruolato tre nuovi membri. Nel 2012, la band ha pubblicato l'album Love in the Age of War, in cui Doroschuk ha restituito alla band il sound tipico degli anni '80 creando volutamente un seguito a Rhythm of Youth del 1982. L'attività della band è proseguita con un tour in America nel 2013 e ed altri tour nel 2015 e nel 2016, prima in Europa e poi in Australia.

## Vita privata
Doroschuk si è sposato alla fine degli anni '90 e in seguito ha divorziato. Ha un figlio, John, ed è stato un padre casalingo prima di riformare i Men Without Hats. Vive a Victoria, nella Columbia Britannica.
Tra la fine del tour per promuovere The Spell nel 1999 e la reunion finale dei Men Without Hats nel 2010, Doroschuk ha fatto poche apparizioni pubbliche: fra queste la presenza come ospite al programma True Spin su VH1, nel 2003, e in occasione di uno show della SOCAN - un'organizzazione canadese che rappresenta i diritti di autori, compositori ed editori musicali - nel novembre 2008 per ricevere un premio per The Safety Dance.